# Edge of the Earth
Edge of the Earth – drugi singel amerykańskiej grupy Thirty Seconds to Mars. Pochodzi z jej debiutanckiego albumu, 30 Seconds to Mars. Singel nie zdobył miejsc na listach muzycznych.
Znalazł się on również w soundtracku gry Need for Speed: Hot Pursuit, której premiera odbyła się 16 listopada 2010.

## Teledysk
Teledysk do utworu zawiera nagrania występów 30 Seconds to Mars, nie wszystkie jednak pochodzą z koncertów. Można w nim zauważyć Tomo Miličevića, który dołączył do grupy w roku 2003.

## Wersje

### Standardowa
1. Edge of the Earth (wersja radiowa) – 4:36
2. Edge of the Earth – 4:37 (wersja albumowa)

### US (CD)
1. Edge of the Earth – 4:37 (wersja albumowa)